# Paul Anka
Paul Anka (ur. 30 lipca 1941 w Ottawie) – kanadyjski wokalista popowy i autor piosenek.

## Życiorys

### Lata dziecięce i początki kariery
Urodził się 30 lipca 1941 w Ottawie. Jest synem właścicieli restauracji, z pochodzenia Syryjczyków. W młodości śpiewał m.in. w chórze kościoła St Elijah Syriac Orthodox Church w rodzinnej dzielnicy. Od dziecka wiedział, że chce być piosenkarzem, a legenda głosi, że chodził na każdy koncert, jaki odbywał się w Ottawie, na których chłonął muzykę i podpatrywał zachowanie piosenkarzy, ucząc się od nich kontrolowania publiczności. W szkole Fisher Park High School występował w trio Bobbysoxers, które założył w wieku 13 lat. Występowali w barach, zarabiając 15 dolarów za występ. Będąc na wakacjach w Hollywood, w 1956 nagrał swoją pierwszą piosenkę – „Blau Wile Deveest Fontaine” dla wytwórni RPM. Singiel całkiem nieźle radził sobie w niektórych częściach Kanady, jednak nie zdołał się przebić do rozgłośni radiowych. Załamany Paul wrócił do Ottawy. Nagrywał także dla firmy Modern, ale bez powodzenia.

### Sukces
W 1957 za zgodą rodziców wyjechał do Nowego Jorku szukać szczęścia w show-businessie. Grupa z Kanady The Rover Boys pomogła mu dostać się na nagranie do nowo otwartej wytwórni ABC Paramount. Don Costa, szef muzyczny ABC, był pod wrażeniem głosu i entuzjazmu młodego wykonawcy, podziwiał też jego talent do pisania chwytliwych melodii i słów, które mówiły o problemach nastolatków. Pierwszą piosenką, jaką Anka nagrał dla ABC, była „Diana”, opowiadająca o nieszczęśliwej miłości do starszej dziewczyny; napisał utwór jeszcze w Ottawie, z myślą o swojej starszej o trzy lata opiekunce, Dianie Ayoub. Singiel stał się hitem – latem 1957 doszedł do pierwszego miejsca listy przebojów w USA. Anka w latach 1958/1959 umieścił kolejne cztery piosenki w TOP 20 tygodnika Billboard.
W 1958 wystąpił u boku Mamie Van Doren w swoim pierwszym filmie muzycznym – Let’s Rock. W 1959 jego kolejne dwa single – „Lonely Boy” z filmu Girls Town oraz „Put Your Head on My Shoulder” – znalazły się na pierwszym miejscu listy Hot 100. Stał się jednym z najpopularniejszych wykonawców młodzieżowych w USA. Wyruszył na tournée po Wielkiej Brytanii, a później, razem z Buddym Hollym, po Australii.

### Stagnacja
W 1960, widząc że popularność wśród nastolatków nie będzie wieczna, zaczął występować w kasynach Las Vegas, dzięki czemu pozyskał sobie aprobatę dorosłej publiczności. W 1961 przeniósł się do wytwórni RCA. ABC zatrzymała jednak prawa do dawnych piosenek, więc Anka musiał je nagrać od nowa dla RCA. W 1962 wystąpił w dramacie wojennym Najdłuższy dzień, a pochodząca z filmu piosenka „The Longest Day” stała się jego kolejnym hitem. Wystąpił też na Broadwayu w sztuce What Makes Sammy Run. Dalej koncertował w Las Vegas, tracąc kontakt z nowymi trendami. W 1963 zagrał koncert w Warszawie. Zaczął pisać piosenki również dla innych wykonawców, m.in. Franka Sinatry (m.in. „My Way”, „Let Me Try Again”, „Anytime (I'll Be There)”), Toma Jonesa („She’s a Lady”) czy Barbry Streisand („Jubilation”).

### Powrót i czasy dzisiejsze
Po ponad 10-letniej przerwie bez hitu powrócił w 1974 singlem „You’re Having My Baby”, zaśpiewanym z Odie Coates, który stał się hitem i zajął pierwsze miejsce w USA. W 1975 napisał piosenkę dla firmy Kodak „The Times of Your Life”. Melodia stała się tak popularna, że wkrótce nagrał całą piosenkę, która stała się hitem. Nadal koncertował (głównie w Las Vegas) i wydawał płyty. W 1990 został naturalizowanym Amerykaninem. Wrócił do Ottawy, aby wykupić udziały w drużynie hokeja Ottawa Senators. W 2005 wydał Rock Swings, swój ostatni album, który był zbiorem przeróbek znanych piosenek rocka na utwory swingowe. Album zajął dziewiąte miejsca na liście sprzedaży w Anglii.

## Odznaczenia
- Oficer Orderu Kanady (2005)[3]
- Medal Diamentowego Jubileuszu Królowej Elżbiety II (2012)[4]

## Dyskografia

### Albumy studyjne
- 1958: Paul Anka
- 1959: My Heart Sings
- 1960: Swings For Young Lovers
- 1961: It's Christmas Everywhere
- 1962: Young, Alive and In Love!
- 1962: Let's Sit This One Out
- 1963: 3 Great Guys
- 1963: Italiano
- 1964: A casa nostra
- 1968: Goodnight My Love
- 1969: Life Goes On
- 1972: Paul Anka
- 1972: Jubilation
- 1974: Anka
- 1975: Feelings
- 1975: Times of Your Life
- 1976: The Painter
- 1977: The Music Man
- 1978: Listen to Your Heart
- 1979: Headlines
- 1981: Both Sides of Love
- 1983: Walk a Fine Line
- 1987: Freedom For The World
- 1989: Somebody Loves You
- 1996: Amigos
- 2005: Rock Swings
- 2007: Classic Songs, My Way
- 2011: Songs of December
- 2013: Duets
- 2021: Making Memories
- 2022: Sessions

### Przeboje
- 1957: Diana
- 1958: You Are My Destiny
- 1958: Crazy Love
- 1959: (All of a Sudden) My Heart Sings
- 1959: Puppy Love
- 1959: Lonely Boy
- 1959: Put Your Head on My Shoulder
- 1959: It’s Time to Cry
- 1961: Tonight My Love, Tonight
- 1974: Having My Baby (duet z Odią Coates)
- 1975: Times of Your Life

## Życie prywatne
Trzykrotnie żonaty. Jego drugą żoną od 2008 była Anna Anka, aktorka pochodzenia polsko-szwedzkiego, z którą ma syna Ethana (ur. 2006). Para rozwiodła się w 2010 roku.